# Abbesse
Pour les articles homonymes, voir Abbesse (homonymie).

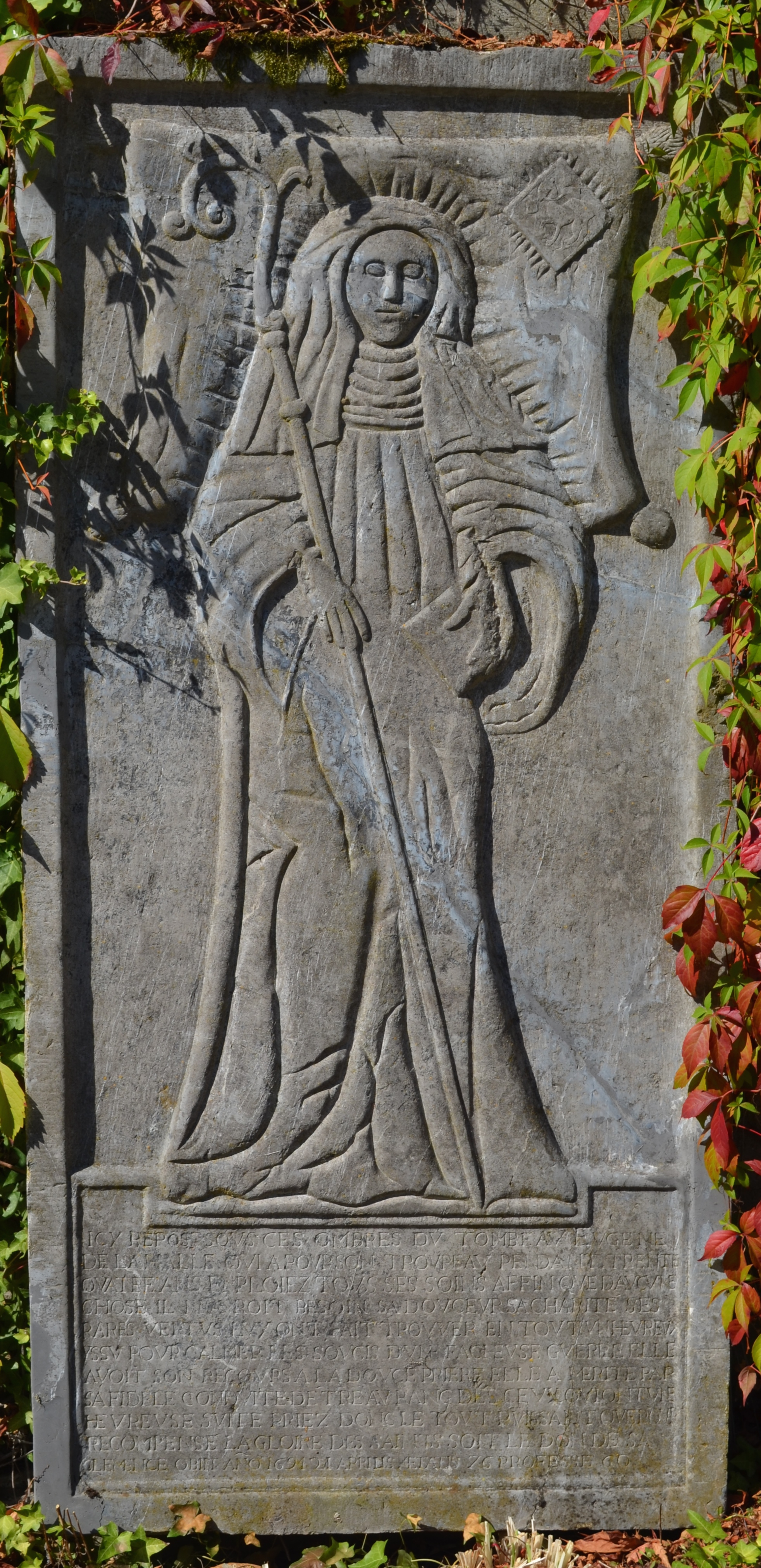
Dalle funéraire de l'abbesse Eugénie de la Halle dans les ruines de l'ancienne abbaye Notre-Dame de Soleilmont (fin XVIIe siècle).

L'abbesse est la supérieure d'une abbaye, équivalent féminin d'un abbé (du grec ancien ἀϐϐᾶ / abbâ, « père » ; de l'araméen abba, « le père »), elle est élue par ses consœurs réunies en chapitre pour diriger une abbaye,.

## Histoire
Avant la Révolution, les religieuses vivant en communauté sous la règle de saint Benoît nommaient elles-mêmes leur abbesse, par voie de scrutin, et à la pluralité des suffrages, mais les maisons de fondation royale tenaient à recevoir leur supérieure des mains du souverain. En vertu du principe féodal, ce droit d'institution devait passer aux grands vassaux dans la circonscription desquels se trouvait l'abbaye. Mais les rois, comme les comtes, omettaient souvent d'exercer leur prérogative, et dans ce cas, l'abbaye recouvrait son droit et procédait à l'élection : l'évêque ou son représentant présidait aux opérations du scrutin, moins pour le diriger ou l'influencer que pour en garantir et certifier la sincérité.
Une fois le vote connu, il était soumis au Saint-Siège qui, dans ses bulles ou provisions, évitait de mentionner l'intervention royale ou laïque, et exprimait au contraire l'idée que la pourvue avait été élue selon la règle, c'est-à-dire par la communauté et à la pluralité des suffrages. D'ordinaire, les abbesses étaient choisies parmi les sœurs du monastère ; quelquefois cependant on les prenait dans un monastère voisin, et, autant que possible, parmi celles qui, outre les témoignages de leur bonne vie et mœurs, justifiaient de cinq à six ans de résidence.
Au Moyen Âge, la fonction d'abbesse et les prérogatives qui lui sont attachées est l'apanage de femme de la haute société. « Une affaire de grandes dames, de filles de famille, de reines et de princesses qui apportent des dots considérables au couvent... Elles gèrent d’immenses domaines, exhortent leurs sœurs et peuvent être à la source de production artistique et intellectuelle de premier plan ». Les abbesses sont appelées Madame, dame, vénérable dame, mère, vénérable mère ou encore très digne et révérende abbesse.

## Abbesses notables
Par ordre chronologique des naissances :
- Odile de Hohenbourg (~660-720).

- Teutberge († avant 875)[6].
- Héloïse (~1092-1164).
- Hildegarde de Bingen (1098-1179).

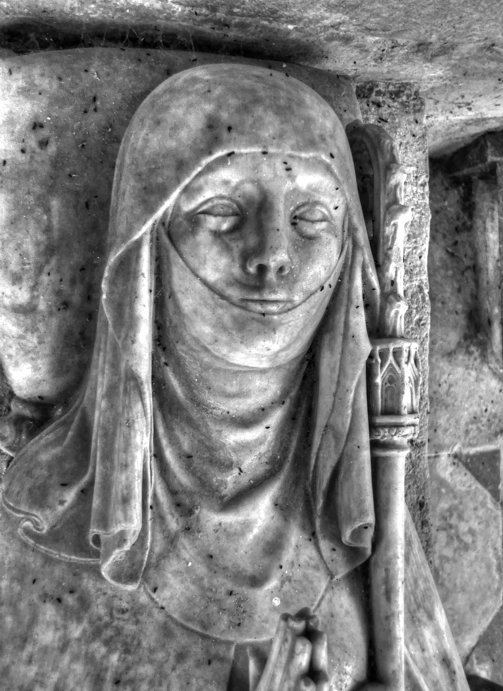
Jeanne de Flandre, abbesse du Sauvoir.

- Jeanne de Flandre (†1334), fille de Robert de Flandre, veuve d’Enguerrand IV de Coucy, abbesse du Sauvoir[Note 1]
- Aliénor de Bretagne (1275-1342).
- Agnès de Charvin (1292-1322), abbesse de Saint-Pierre, abbaye d'Hautecombe en Savoie.
- Catherine de Bourbon (1525 † 1594), fille de Charles IV de Bourbon.
- Marie-Madeleine de Rochechouart (1645-1704)
- Louise-Émilie de La Tour d'Auvergne (1667-1737)
- Marie Alexandrine Snoy (1704-1794), dernière abbesse de l'abbaye de la Cambre.